# Renata Pereira
Renata Pereira es una deportista brasileña que compitió en taekwondo. Ganó dos medallas de bronce en el Campeonato Panamericano de Taekwondo en los años 2002 y 2004.

## Palmarés internacional
| Campeonato Panamericano | Campeonato Panamericano          | Campeonato Panamericano | Campeonato Panamericano |
| Año                     | Lugar                            | Medalla                 | Categoría               |
| ----------------------- | -------------------------------- | ----------------------- | ----------------------- |
| 2002                    | Quito (Ecuador)                  | Medalla de bronce       | –59 kg                  |
| 2004                    | Santo Domingo ( Rep. Dominicana) | Medalla de bronce       | –63 kg                  |